# 콘도르의 피
《콘도르의 피》(Yawar mallku, Blood of the Condor)는 볼리비아에서 제작된 호르헤 산지네스 감독의 1969년 범죄, 드라마 영화이다. 마르셀리노 야나우아야 등이 주연으로 출연하였다.

## 출연
- 마르셀리노 야나우아야
- 베네딕타 멘도사
- 빈센테 베네로스 살리나스